# Hohes Tenneck
Le Hohes Tenneck est une montagne culminant à 2 435 mètres d'altitude dans le massif des Alpes de Berchtesgaden, en Autriche.

## Géographie

### Situation
La montagne se situe dans le chaînon du Hochkönigstock. Elle forme le sommet principal de la chaîne de montagnes qui s'étend au nord du milieu du haut plateau de l'Übergossene Alm jusqu'à la vallée du Blühnbach. Le Hohes Tenneck se situe entre le Seichen à l'ouest et le Wasserkar à l'est. Au nord-ouest se trouve l'Eckberthütte. La crête venant du sud du Fliegerköpfl (2 370 m d'altitude) va vers le nord jusqu'au Niederen Tenneck (1 672 m d'altitude).

## Ascension
Le Hohe Tenneck peut être atteint sans un chemin depuis l'Übergossene Alm (pas difficile). Les ascensions depuis l'Ostpreußenhütte et depuis le Wasserkar sont une ascension facile (difficulté 1 ou 2).